# Largocephalosaurus
Largocephalosaurus es un género extinto de eosauropterigio que vivió en lo que ahora es China durante el Triásico Medio. La especie tipo es L. polycarpon y se creyó un pariente basal de los paquipleurosaurios y notosáuridos europeos, siendo su pariente más cercano Wumengosaurus. La segunda especie conocida, L. qianensis, lleva a los autores de su descripción a situar al género en la familia Saurosphargidae, que es un taxón próximo a Sauropterygia.
L. polycarpon se conoce por el holotipo, WIGM SPC V 1009, un esqueleto articulado y casi completo encontrado en la Formación Guanling, en la provincia de Yunnan, que data del Anisiense medio.

## Filogenia
Cladograma según análisis filogenético de Li et al. en 2014:

|  | Helveticosaurus zollingeri |
|  |                            |
|  | Eusaurosphargis dalsassoi  |
|  |                            |

|  | Placodontia     |
|  |                 |
|  | Eosauropterygia |
|  |                 |

|  | Largocephalosaurus polycarpon |
|  |                               |
|  | Largocephalosaurus qianensis  |
|  |                               |

|  | Saurosphargis volzi           |
|  |                               |
|  | Sinosaurosphargis yunguiensis |
|  |                               |

|  | Largocephalosaurus polycarpon |
|  |                               |
|  | Largocephalosaurus qianensis  |
|  |                               |

|  | Saurosphargis volzi           |
|  |                               |
|  | Sinosaurosphargis yunguiensis |
|  |                               |

|  | Placodontia     |
|  |                 |
|  | Eosauropterygia |
|  |                 |

|  | Largocephalosaurus polycarpon |
|  |                               |
|  | Largocephalosaurus qianensis  |
|  |                               |

|  | Saurosphargis volzi           |
|  |                               |
|  | Sinosaurosphargis yunguiensis |
|  |                               |

|  | Largocephalosaurus polycarpon |
|  |                               |
|  | Largocephalosaurus qianensis  |
|  |                               |

|  | Saurosphargis volzi           |
|  |                               |
|  | Sinosaurosphargis yunguiensis |
|  |                               |

|  | Helveticosaurus zollingeri |
|  |                            |
|  | Eusaurosphargis dalsassoi  |
|  |                            |

|  | Placodontia     |
|  |                 |
|  | Eosauropterygia |
|  |                 |

|  | Largocephalosaurus polycarpon |
|  |                               |
|  | Largocephalosaurus qianensis  |
|  |                               |

|  | Saurosphargis volzi           |
|  |                               |
|  | Sinosaurosphargis yunguiensis |
|  |                               |

|  | Largocephalosaurus polycarpon |
|  |                               |
|  | Largocephalosaurus qianensis  |
|  |                               |

|  | Saurosphargis volzi           |
|  |                               |
|  | Sinosaurosphargis yunguiensis |
|  |                               |

|  | Placodontia     |
|  |                 |
|  | Eosauropterygia |
|  |                 |

|  | Largocephalosaurus polycarpon |
|  |                               |
|  | Largocephalosaurus qianensis  |
|  |                               |

|  | Saurosphargis volzi           |
|  |                               |
|  | Sinosaurosphargis yunguiensis |
|  |                               |

|  | Largocephalosaurus polycarpon |
|  |                               |
|  | Largocephalosaurus qianensis  |
|  |                               |

|  | Saurosphargis volzi           |
|  |                               |
|  | Sinosaurosphargis yunguiensis |
|  |                               |

|  | Helveticosaurus zollingeri |
|  |                            |
|  | Eusaurosphargis dalsassoi  |
|  |                            |

|  | Placodontia     |
|  |                 |
|  | Eosauropterygia |
|  |                 |

|  | Largocephalosaurus polycarpon |
|  |                               |
|  | Largocephalosaurus qianensis  |
|  |                               |

|  | Saurosphargis volzi           |
|  |                               |
|  | Sinosaurosphargis yunguiensis |
|  |                               |

|  | Largocephalosaurus polycarpon |
|  |                               |
|  | Largocephalosaurus qianensis  |
|  |                               |

|  | Saurosphargis volzi           |
|  |                               |
|  | Sinosaurosphargis yunguiensis |
|  |                               |

|  | Placodontia     |
|  |                 |
|  | Eosauropterygia |
|  |                 |

|  | Largocephalosaurus polycarpon |
|  |                               |
|  | Largocephalosaurus qianensis  |
|  |                               |

|  | Saurosphargis volzi           |
|  |                               |
|  | Sinosaurosphargis yunguiensis |
|  |                               |

|  | Largocephalosaurus polycarpon |
|  |                               |
|  | Largocephalosaurus qianensis  |
|  |                               |

|  | Saurosphargis volzi           |
|  |                               |
|  | Sinosaurosphargis yunguiensis |
|  |                               |

|  | Helveticosaurus zollingeri |
|  |                            |
|  | Eusaurosphargis dalsassoi  |
|  |                            |

|  | Placodontia     |
|  |                 |
|  | Eosauropterygia |
|  |                 |

|  | Largocephalosaurus polycarpon |
|  |                               |
|  | Largocephalosaurus qianensis  |
|  |                               |

|  | Saurosphargis volzi           |
|  |                               |
|  | Sinosaurosphargis yunguiensis |
|  |                               |

|  | Largocephalosaurus polycarpon |
|  |                               |
|  | Largocephalosaurus qianensis  |
|  |                               |

|  | Saurosphargis volzi           |
|  |                               |
|  | Sinosaurosphargis yunguiensis |
|  |                               |

|  | Placodontia     |
|  |                 |
|  | Eosauropterygia |
|  |                 |

|  | Largocephalosaurus polycarpon |
|  |                               |
|  | Largocephalosaurus qianensis  |
|  |                               |

|  | Saurosphargis volzi           |
|  |                               |
|  | Sinosaurosphargis yunguiensis |
|  |                               |

|  | Largocephalosaurus polycarpon |
|  |                               |
|  | Largocephalosaurus qianensis  |
|  |                               |

|  | Saurosphargis volzi           |
|  |                               |
|  | Sinosaurosphargis yunguiensis |
|  |                               |

|  | Helveticosaurus zollingeri |
|  |                            |
|  | Eusaurosphargis dalsassoi  |
|  |                            |

|  | Placodontia     |
|  |                 |
|  | Eosauropterygia |
|  |                 |

|  | Largocephalosaurus polycarpon |
|  |                               |
|  | Largocephalosaurus qianensis  |
|  |                               |

|  | Saurosphargis volzi           |
|  |                               |
|  | Sinosaurosphargis yunguiensis |
|  |                               |

|  | Largocephalosaurus polycarpon |
|  |                               |
|  | Largocephalosaurus qianensis  |
|  |                               |

|  | Saurosphargis volzi           |
|  |                               |
|  | Sinosaurosphargis yunguiensis |
|  |                               |

|  | Placodontia     |
|  |                 |
|  | Eosauropterygia |
|  |                 |

|  | Largocephalosaurus polycarpon |
|  |                               |
|  | Largocephalosaurus qianensis  |
|  |                               |

|  | Saurosphargis volzi           |
|  |                               |
|  | Sinosaurosphargis yunguiensis |
|  |                               |

|  | Largocephalosaurus polycarpon |
|  |                               |
|  | Largocephalosaurus qianensis  |
|  |                               |

|  | Saurosphargis volzi           |
|  |                               |
|  | Sinosaurosphargis yunguiensis |
|  |                               |

|  | Helveticosaurus zollingeri |
|  |                            |
|  | Eusaurosphargis dalsassoi  |
|  |                            |

|  | Placodontia     |
|  |                 |
|  | Eosauropterygia |
|  |                 |

|  | Largocephalosaurus polycarpon |
|  |                               |
|  | Largocephalosaurus qianensis  |
|  |                               |

|  | Saurosphargis volzi           |
|  |                               |
|  | Sinosaurosphargis yunguiensis |
|  |                               |

|  | Largocephalosaurus polycarpon |
|  |                               |
|  | Largocephalosaurus qianensis  |
|  |                               |

|  | Saurosphargis volzi           |
|  |                               |
|  | Sinosaurosphargis yunguiensis |
|  |                               |

|  | Placodontia     |
|  |                 |
|  | Eosauropterygia |
|  |                 |

|  | Largocephalosaurus polycarpon |
|  |                               |
|  | Largocephalosaurus qianensis  |
|  |                               |

|  | Saurosphargis volzi           |
|  |                               |
|  | Sinosaurosphargis yunguiensis |
|  |                               |

|  | Largocephalosaurus polycarpon |
|  |                               |
|  | Largocephalosaurus qianensis  |
|  |                               |

|  | Saurosphargis volzi           |
|  |                               |
|  | Sinosaurosphargis yunguiensis |
|  |                               |

|  | Helveticosaurus zollingeri |
|  |                            |
|  | Eusaurosphargis dalsassoi  |
|  |                            |

|  | Placodontia     |
|  |                 |
|  | Eosauropterygia |
|  |                 |

|  | Largocephalosaurus polycarpon |
|  |                               |
|  | Largocephalosaurus qianensis  |
|  |                               |

|  | Saurosphargis volzi           |
|  |                               |
|  | Sinosaurosphargis yunguiensis |
|  |                               |

|  | Largocephalosaurus polycarpon |
|  |                               |
|  | Largocephalosaurus qianensis  |
|  |                               |

|  | Saurosphargis volzi           |
|  |                               |
|  | Sinosaurosphargis yunguiensis |
|  |                               |

|  | Placodontia     |
|  |                 |
|  | Eosauropterygia |
|  |                 |

|  | Largocephalosaurus polycarpon |
|  |                               |
|  | Largocephalosaurus qianensis  |
|  |                               |

|  | Saurosphargis volzi           |
|  |                               |
|  | Sinosaurosphargis yunguiensis |
|  |                               |

|  | Largocephalosaurus polycarpon |
|  |                               |
|  | Largocephalosaurus qianensis  |
|  |                               |

|  | Saurosphargis volzi           |
|  |                               |
|  | Sinosaurosphargis yunguiensis |
|  |                               |

|  | Helveticosaurus zollingeri |
|  |                            |
|  | Eusaurosphargis dalsassoi  |
|  |                            |

|  | Placodontia     |
|  |                 |
|  | Eosauropterygia |
|  |                 |

|  | Largocephalosaurus polycarpon |
|  |                               |
|  | Largocephalosaurus qianensis  |
|  |                               |

|  | Saurosphargis volzi           |
|  |                               |
|  | Sinosaurosphargis yunguiensis |
|  |                               |

|  | Largocephalosaurus polycarpon |
|  |                               |
|  | Largocephalosaurus qianensis  |
|  |                               |

|  | Saurosphargis volzi           |
|  |                               |
|  | Sinosaurosphargis yunguiensis |
|  |                               |

|  | Placodontia     |
|  |                 |
|  | Eosauropterygia |
|  |                 |

|  | Largocephalosaurus polycarpon |
|  |                               |
|  | Largocephalosaurus qianensis  |
|  |                               |

|  | Saurosphargis volzi           |
|  |                               |
|  | Sinosaurosphargis yunguiensis |
|  |                               |

|  | Largocephalosaurus polycarpon |
|  |                               |
|  | Largocephalosaurus qianensis  |
|  |                               |

|  | Saurosphargis volzi           |
|  |                               |
|  | Sinosaurosphargis yunguiensis |
|  |                               |

|  | Helveticosaurus zollingeri |
|  |                            |
|  | Eusaurosphargis dalsassoi  |
|  |                            |

|  | Placodontia     |
|  |                 |
|  | Eosauropterygia |
|  |                 |

|  | Largocephalosaurus polycarpon |
|  |                               |
|  | Largocephalosaurus qianensis  |
|  |                               |

|  | Saurosphargis volzi           |
|  |                               |
|  | Sinosaurosphargis yunguiensis |
|  |                               |

|  | Largocephalosaurus polycarpon |
|  |                               |
|  | Largocephalosaurus qianensis  |
|  |                               |

|  | Saurosphargis volzi           |
|  |                               |
|  | Sinosaurosphargis yunguiensis |
|  |                               |

|  | Placodontia     |
|  |                 |
|  | Eosauropterygia |
|  |                 |

|  | Largocephalosaurus polycarpon |
|  |                               |
|  | Largocephalosaurus qianensis  |
|  |                               |

|  | Saurosphargis volzi           |
|  |                               |
|  | Sinosaurosphargis yunguiensis |
|  |                               |

|  | Largocephalosaurus polycarpon |
|  |                               |
|  | Largocephalosaurus qianensis  |
|  |                               |

|  | Saurosphargis volzi           |
|  |                               |
|  | Sinosaurosphargis yunguiensis |
|  |                               |

|  | Helveticosaurus zollingeri |
|  |                            |
|  | Eusaurosphargis dalsassoi  |
|  |                            |

|  | Placodontia     |
|  |                 |
|  | Eosauropterygia |
|  |                 |

|  | Largocephalosaurus polycarpon |
|  |                               |
|  | Largocephalosaurus qianensis  |
|  |                               |

|  | Saurosphargis volzi           |
|  |                               |
|  | Sinosaurosphargis yunguiensis |
|  |                               |

|  | Largocephalosaurus polycarpon |
|  |                               |
|  | Largocephalosaurus qianensis  |
|  |                               |

|  | Saurosphargis volzi           |
|  |                               |
|  | Sinosaurosphargis yunguiensis |
|  |                               |

|  | Placodontia     |
|  |                 |
|  | Eosauropterygia |
|  |                 |

|  | Largocephalosaurus polycarpon |
|  |                               |
|  | Largocephalosaurus qianensis  |
|  |                               |

|  | Saurosphargis volzi           |
|  |                               |
|  | Sinosaurosphargis yunguiensis |
|  |                               |

|  | Largocephalosaurus polycarpon |
|  |                               |
|  | Largocephalosaurus qianensis  |
|  |                               |

|  | Saurosphargis volzi           |
|  |                               |
|  | Sinosaurosphargis yunguiensis |
|  |                               |

|  | Helveticosaurus zollingeri |
|  |                            |
|  | Eusaurosphargis dalsassoi  |
|  |                            |

|  | Placodontia     |
|  |                 |
|  | Eosauropterygia |
|  |                 |

|  | Largocephalosaurus polycarpon |
|  |                               |
|  | Largocephalosaurus qianensis  |
|  |                               |

|  | Saurosphargis volzi           |
|  |                               |
|  | Sinosaurosphargis yunguiensis |
|  |                               |

|  | Largocephalosaurus polycarpon |
|  |                               |
|  | Largocephalosaurus qianensis  |
|  |                               |

|  | Saurosphargis volzi           |
|  |                               |
|  | Sinosaurosphargis yunguiensis |
|  |                               |

|  | Placodontia     |
|  |                 |
|  | Eosauropterygia |
|  |                 |

|  | Largocephalosaurus polycarpon |
|  |                               |
|  | Largocephalosaurus qianensis  |
|  |                               |

|  | Saurosphargis volzi           |
|  |                               |
|  | Sinosaurosphargis yunguiensis |
|  |                               |

|  | Largocephalosaurus polycarpon |
|  |                               |
|  | Largocephalosaurus qianensis  |
|  |                               |

|  | Saurosphargis volzi           |
|  |                               |
|  | Sinosaurosphargis yunguiensis |
|  |                               |

|  | Helveticosaurus zollingeri |
|  |                            |
|  | Eusaurosphargis dalsassoi  |
|  |                            |

|  | Placodontia     |
|  |                 |
|  | Eosauropterygia |
|  |                 |

|  | Largocephalosaurus polycarpon |
|  |                               |
|  | Largocephalosaurus qianensis  |
|  |                               |

|  | Saurosphargis volzi           |
|  |                               |
|  | Sinosaurosphargis yunguiensis |
|  |                               |

|  | Largocephalosaurus polycarpon |
|  |                               |
|  | Largocephalosaurus qianensis  |
|  |                               |

|  | Saurosphargis volzi           |
|  |                               |
|  | Sinosaurosphargis yunguiensis |
|  |                               |

|  | Placodontia     |
|  |                 |
|  | Eosauropterygia |
|  |                 |

|  | Largocephalosaurus polycarpon |
|  |                               |
|  | Largocephalosaurus qianensis  |
|  |                               |

|  | Saurosphargis volzi           |
|  |                               |
|  | Sinosaurosphargis yunguiensis |
|  |                               |

|  | Largocephalosaurus polycarpon |
|  |                               |
|  | Largocephalosaurus qianensis  |
|  |                               |

|  | Saurosphargis volzi           |
|  |                               |
|  | Sinosaurosphargis yunguiensis |
|  |                               |

|  | Helveticosaurus zollingeri |
|  |                            |
|  | Eusaurosphargis dalsassoi  |
|  |                            |

|  | Placodontia     |
|  |                 |
|  | Eosauropterygia |
|  |                 |

|  | Largocephalosaurus polycarpon |
|  |                               |
|  | Largocephalosaurus qianensis  |
|  |                               |

|  | Saurosphargis volzi           |
|  |                               |
|  | Sinosaurosphargis yunguiensis |
|  |                               |

|  | Largocephalosaurus polycarpon |
|  |                               |
|  | Largocephalosaurus qianensis  |
|  |                               |

|  | Saurosphargis volzi           |
|  |                               |
|  | Sinosaurosphargis yunguiensis |
|  |                               |

|  | Placodontia     |
|  |                 |
|  | Eosauropterygia |
|  |                 |

|  | Largocephalosaurus polycarpon |
|  |                               |
|  | Largocephalosaurus qianensis  |
|  |                               |

|  | Saurosphargis volzi           |
|  |                               |
|  | Sinosaurosphargis yunguiensis |
|  |                               |

|  | Largocephalosaurus polycarpon |
|  |                               |
|  | Largocephalosaurus qianensis  |
|  |                               |

|  | Saurosphargis volzi           |
|  |                               |
|  | Sinosaurosphargis yunguiensis |
|  |                               |

|  | Helveticosaurus zollingeri |
|  |                            |
|  | Eusaurosphargis dalsassoi  |
|  |                            |

|  | Placodontia     |
|  |                 |
|  | Eosauropterygia |
|  |                 |

|  | Largocephalosaurus polycarpon |
|  |                               |
|  | Largocephalosaurus qianensis  |
|  |                               |

|  | Saurosphargis volzi           |
|  |                               |
|  | Sinosaurosphargis yunguiensis |
|  |                               |

|  | Largocephalosaurus polycarpon |
|  |                               |
|  | Largocephalosaurus qianensis  |
|  |                               |

|  | Saurosphargis volzi           |
|  |                               |
|  | Sinosaurosphargis yunguiensis |
|  |                               |

|  | Placodontia     |
|  |                 |
|  | Eosauropterygia |
|  |                 |

|  | Largocephalosaurus polycarpon |
|  |                               |
|  | Largocephalosaurus qianensis  |
|  |                               |

|  | Saurosphargis volzi           |
|  |                               |
|  | Sinosaurosphargis yunguiensis |
|  |                               |

|  | Largocephalosaurus polycarpon |
|  |                               |
|  | Largocephalosaurus qianensis  |
|  |                               |

|  | Saurosphargis volzi           |
|  |                               |
|  | Sinosaurosphargis yunguiensis |
|  |                               |

|  | Helveticosaurus zollingeri |
|  |                            |
|  | Eusaurosphargis dalsassoi  |
|  |                            |

|  | Placodontia     |
|  |                 |
|  | Eosauropterygia |
|  |                 |

|  | Largocephalosaurus polycarpon |
|  |                               |
|  | Largocephalosaurus qianensis  |
|  |                               |

|  | Saurosphargis volzi           |
|  |                               |
|  | Sinosaurosphargis yunguiensis |
|  |                               |

|  | Largocephalosaurus polycarpon |
|  |                               |
|  | Largocephalosaurus qianensis  |
|  |                               |

|  | Saurosphargis volzi           |
|  |                               |
|  | Sinosaurosphargis yunguiensis |
|  |                               |

|  | Placodontia     |
|  |                 |
|  | Eosauropterygia |
|  |                 |

|  | Largocephalosaurus polycarpon |
|  |                               |
|  | Largocephalosaurus qianensis  |
|  |                               |

|  | Saurosphargis volzi           |
|  |                               |
|  | Sinosaurosphargis yunguiensis |
|  |                               |

|  | Largocephalosaurus polycarpon |
|  |                               |
|  | Largocephalosaurus qianensis  |
|  |                               |

|  | Saurosphargis volzi           |
|  |                               |
|  | Sinosaurosphargis yunguiensis |
|  |                               |

|  | Helveticosaurus zollingeri |
|  |                            |
|  | Eusaurosphargis dalsassoi  |
|  |                            |

|  | Placodontia     |
|  |                 |
|  | Eosauropterygia |
|  |                 |

|  | Largocephalosaurus polycarpon |
|  |                               |
|  | Largocephalosaurus qianensis  |
|  |                               |

|  | Saurosphargis volzi           |
|  |                               |
|  | Sinosaurosphargis yunguiensis |
|  |                               |

|  | Largocephalosaurus polycarpon |
|  |                               |
|  | Largocephalosaurus qianensis  |
|  |                               |

|  | Saurosphargis volzi           |
|  |                               |
|  | Sinosaurosphargis yunguiensis |
|  |                               |

|  | Placodontia     |
|  |                 |
|  | Eosauropterygia |
|  |                 |

|  | Largocephalosaurus polycarpon |
|  |                               |
|  | Largocephalosaurus qianensis  |
|  |                               |

|  | Saurosphargis volzi           |
|  |                               |
|  | Sinosaurosphargis yunguiensis |
|  |                               |

|  | Largocephalosaurus polycarpon |
|  |                               |
|  | Largocephalosaurus qianensis  |
|  |                               |

|  | Saurosphargis volzi           |
|  |                               |
|  | Sinosaurosphargis yunguiensis |
|  |                               |